# 13 Dywizja Strzelecka Wojsk Konwojujących NKWD
13 Dywizja Strzelecka Wojsk Konwojujących NKWD (ros. 13-я дивизия конвойных войск НКВД СССР) – jedna z dywizji piechoty wojsk NKWD z okresu II wojny światowej.
Została sformowana w listopadzie 1939, w Kijowie. Znajdowała się w składzie frontu południowego i frontu południowo-zachodniego.
Rozbita we wrześniu 1941. Na bazie ocalałych jednostek sformowano w lutym 1942 35 Dywizję Strzelecką Wojsk Konwojujących NKWD.